# Каспаза 8
Каспаза 8 (англ. Caspase 8, сокр. CASP8) — протеолитический фермент (КФ 3.4.22.61), одна из каспаз, кодируется одноимённым геном CASP8, который у человека локализован на коротком плече (p-плече) 2-й хромосомы. Является экзекуторной (эффекторной) каспазой. Скорее всего, действует на каспазу 3. Ортологи CASP8  были идентифицированы у многочисленных видов млекопитающих, для которых имеются полные данные генома. Эти уникальные ортологи также присутствуют у птиц.
Длина полипептидной цепи белка составляет 479 аминокислотных остатков, а молекулярная масса — 55 391 Да.

## Функции
Ген CASP8 кодирует белок семейства цистеин-аспарагиновой кислоты протеазы (каспазы). Последовательная активация каспаз играет центральную роль в фазе выполнения клеточного апоптоза. Каспазы существуют в виде неактивных проферментов, состоящих из продомена, большой субъединицы протеазы и небольшой субъединицы. Активация каспаз требует протеолитического процессинга на консервативных внутренних аспарагиновых остатках для генерации гетеродимерного фермента, состоящего из больших и малых субъединиц. Этот белок участвует в запрограммированной гибели клеток, вызванного активацией Fas-рецептора и различными апоптотическими стимулами. Предполагается что N-концевой FADD-подобный эффекторный домен смерти этого белка может взаимодействовать с Fas-взаимодействующим белком FADD. Этот белок был обнаружен в нерастворимой фракции поражённой области мозга у пациентов с болезнью Хантингтона, но не у пациентов с нормальным контролем, что указывает на роль в нейродегенеративных заболеваниях. Было описано много альтернативно сплайсированных вариантов транскрипта, кодирующих разные изоформы, хотя не у всех вариантов были определены их полноразмерные последовательности.

## Клиническое значение
Очень редкие генетические нарушения иммунной системы могут быть вызваны мутациями в этом гене. Данное заболевание, называемое CEDS (сокращение от Caspase eight deficiency state), расшифровывается как «состояние дефицита каспазы восемь». CEDS имеет признаки, сходные с ALPS (Аутоиммунный лимфопролиферативный синдром), ещё одним генетическим заболеванием апоптоза, с добавлением иммунодефицитного фенотипа. Таким образом, клинические проявления включают спленомегалию и лимфаденопатию, в дополнение к рецидивирующим синопульмональным инфекциям, рецидивирующей слизисто-герпесвирусной инфекции, персистирующим бородавкам, контагиозному моллюску и гипогаммаглобулинемии. Иногда в паренхиматозных органах наблюдается лимфоцитарное инфильтративное заболевание, но аутоиммунитет минимален, и у пациентов с CEDS не наблюдается лимфом. CEDS наследуется по аутосомно-рецессивному типу. 
Клинический фенотип пациентов с CEDS представлял собой парадокс, поскольку каспаза 8 считалась главным образом проапоптотической протеазой, которая в основном участвовала в передаче сигнала от рецепторов смерти семейства рецепторов фактора некроза опухолей, таких как Fas. Дефект активации лимфоцитов и защитного иммунитета позволяет предположить, что каспаза 8 выполняет дополнительные сигнальные функции в лимфоцитах. Дальнейшая работа показала, что каспаза 8 необходима для индукции транскрипционного фактора «ядерного фактора κB» (NF-κB) после стимуляции через антигенные рецепторы, Fc-рецепторы или Toll-подобные рецепторы 4 в T, B-лимфоцитах и NK-клетках.
Биохимическими методами было обнаружено, что каспаза 8 входит в комплекс ингибитора киназы NF-κB (IKK) с восходящим адаптерным комплексом Bcl10-MALT1 (слизистая оболочка лимфатической ткани), это имеет решающее значение для индукции ядерной транслокации NF-κB. Более того, биохимическая форма каспазы 8 различалась по двум путям. Для пути смерти зимоген каспазы 8 расщепляется на субъединицы, которые собираются для формирования зрелого высокоактивного гетеротетрамера каспазы, тогда как для пути активации зимоген, по-видимому, остаётся интактным, возможно, для ограничения его протеолитической функции, но усиливается его способность в качестве адаптерного белка.

## Взаимодействие
Каспаза 8 взаимодействует со следующими белками:
- BCAP31,[9]
- BID,[10][11]
- Bcl-2,[11][12]
- CFLAR,[13][14][15][16][17][18][19]
- Каспаза 10,[10][11][13][20]
- Каспаза 2,[11][20]
- Каспаза 3,[11][20]
- Каспаза 6,[11][20][21]
- Каспаза 7,[11][20]
- Каспаза 9,[11][20]
- DEDD,[22][23][24]
- FADD,[10][13][16][25][26][27][28]
- FasL,[10][13]
- FasR,[10][14][29]
- IFT57,[30]
- NOL3,[31]
- PEA15,[32][33]
- RIPK1,[25][34][35]
- TNFRSF10B,[10][29] и
- TRAF1.[13][36]

## Метаболические карты
|  |